# Biển Caspi

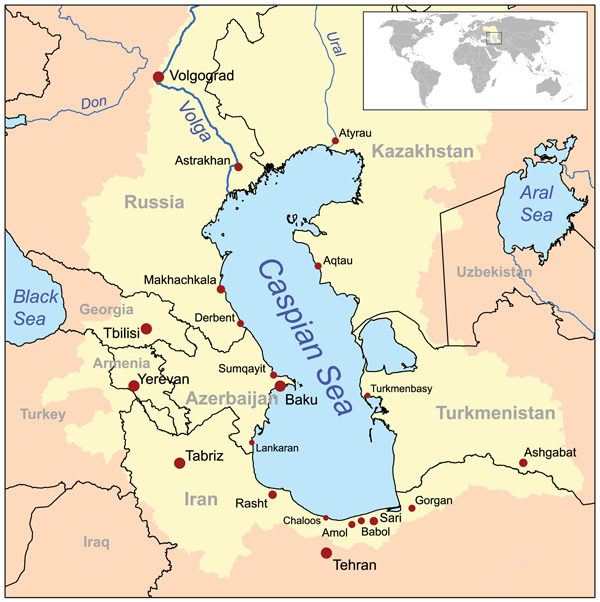
Bản đồ biển Caspi, khu màu vàng chỉ vùng trũng Caspi.

Biển Caspi là hồ nước lớn nhất trên thế giới tính về cả diện tích và thể tích. Diện tích mặt nước là 371.000 km² và thể tích 78.200 km³. Vì không thông với đại dương nên đây đúng là một hồ nước tuy mang tên "biển" vì độ rộng lớn của nó. Hồ cũng được gọi là biển vì nước hồ có vị mặn của muối. Độ mặn của nước hồ là khoảng 1,2%, xấp xỉ 1/3 nồng độ muối của nước biển.
Biển Caspi nằm giữa Nga ở bờ phía bắc và Iran ở bờ phía nam. Đông tây giáp các nước Turkmenistan, Kazakhstan và Azerbaijan. Độ sâu tối đa của hồ là khoảng 1.025 m.
Sông Volga, con sông dài nhất châu Âu là nguồn nước chính đổ vào biển Caspi.

## Địa lý
Biển Caspi được bao bọc bởi Liên bang Nga dọc theo khu vực được kiểm soát phía nam. (Dagestan, Kalmykia, tỉnh Astrakhan), Azerbaijan có gần 20 thành phố gần biển Caspi, Iran (tỉnh Gilan, Mazandaran và Golestan), Turkmenistan và Kazakhstan, với các thảo nguyên Trung Á ở phía bắc và đông. Ở bờ biển phía đông Turkmenistan đầm Garabogazköl.
Vùng trũng Caspi nằm ở phía bắc vùng biển.
Biển được nối với Biển Azov bởi Kênh đào Manych và Kênh đào Volga-Don.

## Độ mặn
Phụ thuộc vào lưu lượng nước ngọt chảy vào, biển Caspi là một hồ nước ngọt ở phần phía bắc. Ở bờ biển Iran, nó mặn hơn. Đầm Garabogazköl còn mặn hơn độ mặn của nước biển.

### Các thành phố gần biển Caspi
Các thành phố lớn gần biển Caspi:
- Azerbaijan
  - Alyat
  - Astara
  - Avrora
  - Baku
  - Bank
  - Buzovna
  - Gobustan
  - Kala
  - Khudat
  - Khachmaz
  - Lankaran
  - Massally
  - Nabran
  - Neft Daşları
  - Syzan
  - Sangachaly
  - Sumqayit
  - Primorisk
  - Prishib
- Iran
  - Astara
  - Babolsar
  - Bandar Anzali
  - Chaloos
  - Noshahr
  - Ramsar
  - Rasht
  - Sari
- Kazakhstan
  - Atyrau (trước đây là Guriev)
  - Aqtau (trước đây là Shevchenko)
- Nga
  - Astrakhan
  - Derbent
  - Makhachkala
- Turkmenistan
  - Türkmenbaşy (trước đây là Krasnovodsk)

### Đảo

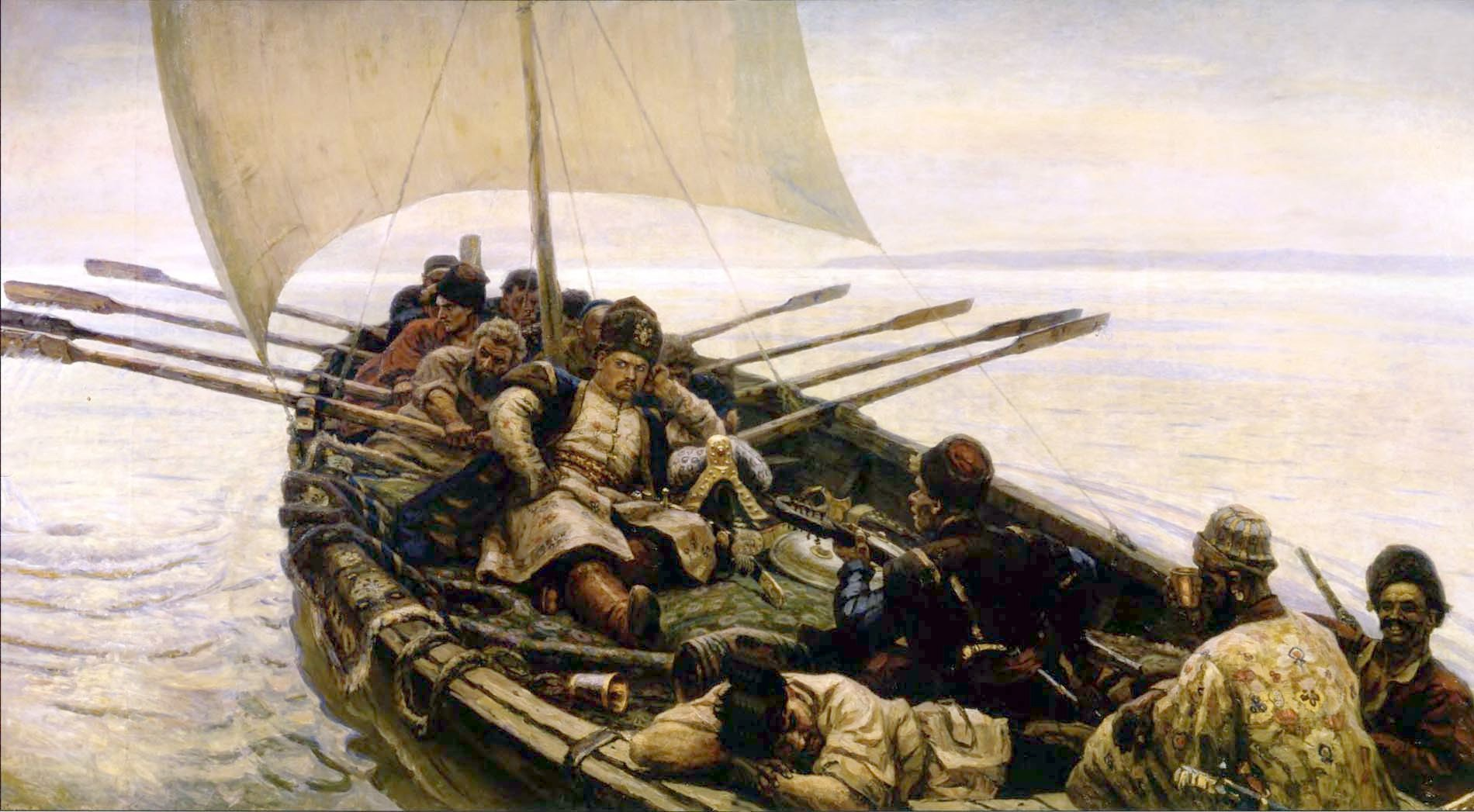
Stenka Razin Biển Caspi (Vasily Surikov)

- Ashuradeh
- Bulla
- Çikil
- Çilov
- Gil
- Nargin
- Pirallahı
- Ogurchinskiy (Turkmenistan)
- Qara Su
- Qum
- Səngi Muğan
- Vulf
- Zənbil

## Lịch sử
Khoa học phỏng ước Biển Caspi hình thành cách đây 30 triệu năm, nguyên thủy là Biển Tethys, sau hình thành Biển Đen, Biển Aral và Biển Caspi. Khoảng 5,5 triệu năm trước, vùng lòng chảo Caspi mất lối thông ra đại dương khi mực nước rút xuống thấp và Biển Caspi hoàn toàn tách biệt với các vùng biển lân cận.
Về phía nhân chủng học thì khai quật ở động Huto gần thị trấn Behshahr, Mazandaran (vùng phía nam biển Caspi) cho thấy con người đã có mặt ở đây khoảng 75.000 năm trước.
Thời cổ đại, người Hy Lạp và Ba Tư gọi nó là đại dương Hyrcania. Thời Ba Tư cổ đại, cũng như ngày nay ở Iran, nó được biết đến như là biển Khazar hay biển Mazandaran. Tại các quốc gia nói tiếng Turk, nó được gọi là biển Khazar. Các nguồn sử liệu Nga cổ gọi nó là biển Khvalyn theo Khvalis, tên gọi những cư dân của Khwarezmia (Hoa Thích Tử Mô). Các nguồn sử liệu Ả Rập gọi nó là Bahr-e-Qazvin — biển Qazvin.
Từ biển Caspi có nguồn gốc từ Caspi, tên gọi một dân tộc cổ đại đã sống ở phía tây biển này, trong khu vực Transkavkaz. Strabo đã viết rằng "thuộc về quốc gia của người Albania còn có lãnh thổ gọi là Caspiane, được đặt tên theo bộ tộc Caspi, cũng là tên gọi của biển; nhưng bộ tộc này hiện nay đã biến mất". Ngoài ra, cổng Caspi, là tên gọi của một khu vực tại tỉnh Tehran của Iran, là một mảng chứng cứ có thể khác cho rằng họ đã di cư tới phía nam của biển này.

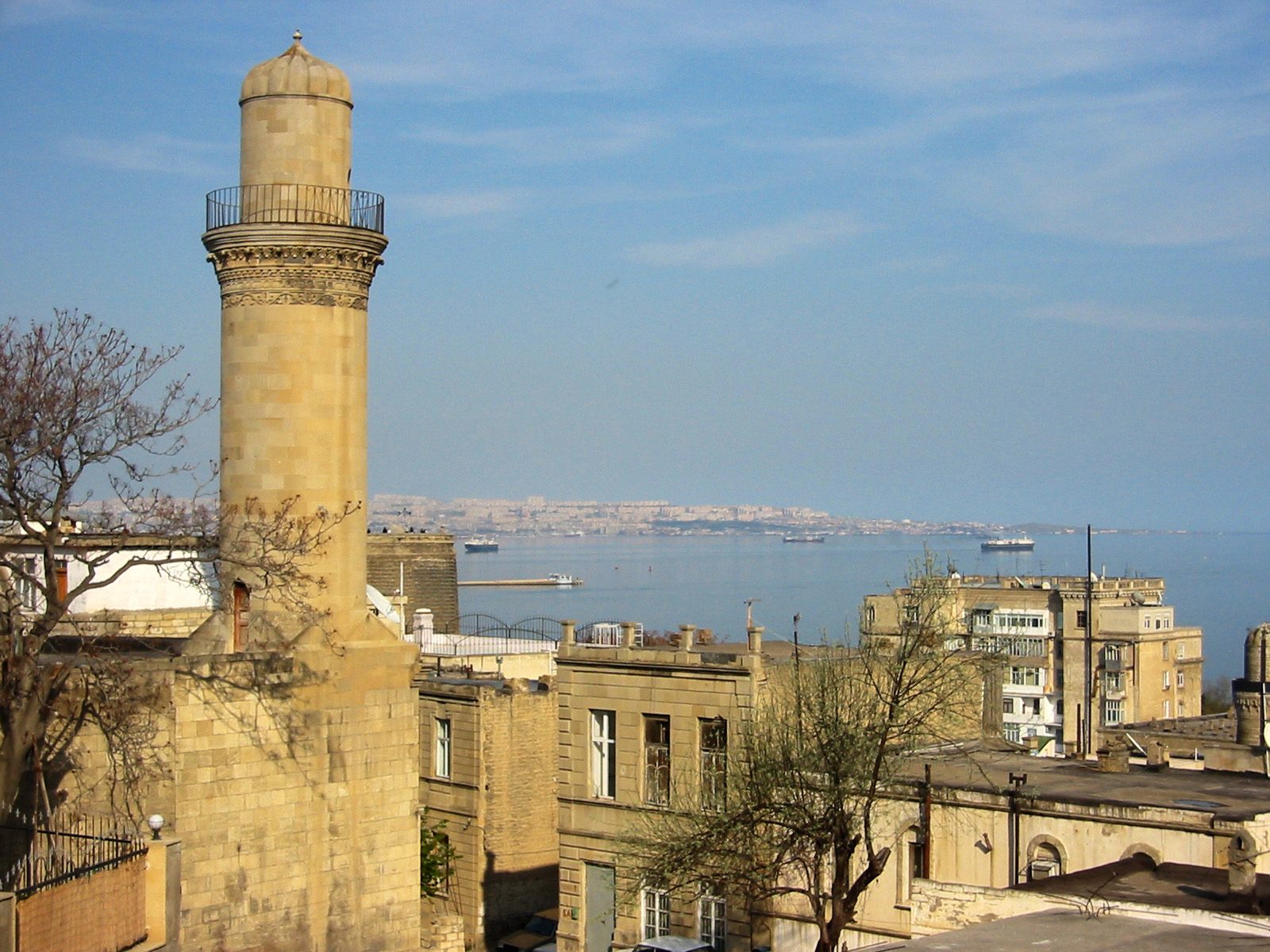
Biển Caspi, nhìn từ Baku, Cộng hòa Azerbaijan

Các thành phố lịch sử ven biển bao gồm
- Hyrcania, thành bang cổ đại ở miền bắc Iran
- Tamisheh, (tỉnh Mazandaran của Iran)
- Anzali, (tỉnh Gilan của Iran)
- Atil, Khazaria
- Khazaran
- Baku, Azerbaijan
- Sumgait, Azerbaijan
- Astara, Iran, Azerbaijan

## Động vật bản địa

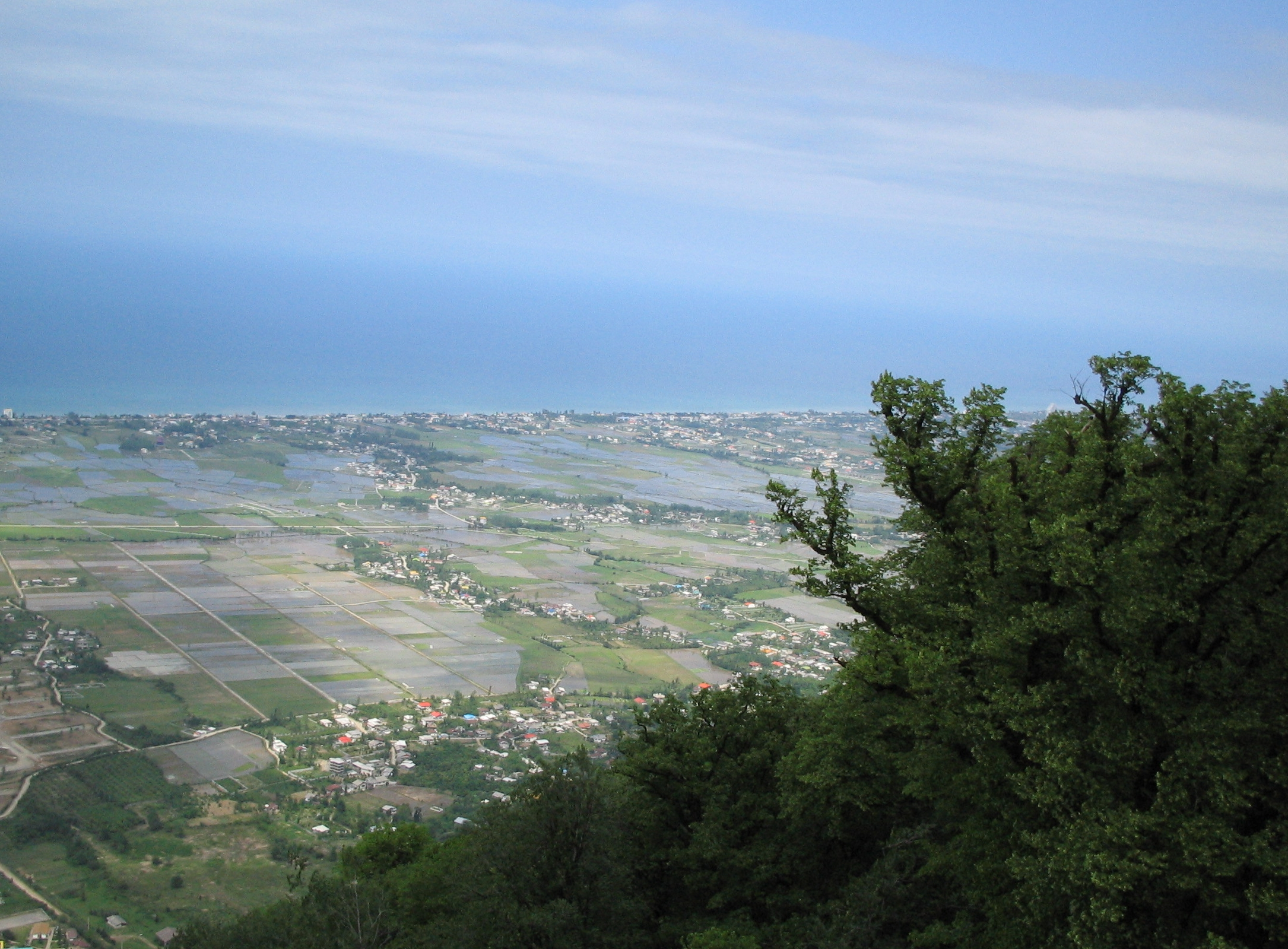
Phong cảnh bờ biển phía nam biển Caspi, nhìn từ đỉnh dãy núi Alborz ở Mazandaran, Iran.

Biển Caspi có một lượng lớn cá tầm, với trứng của nó được chế biến thành món trứng cá muối. Trong những năm gần đây việc đánh bắt thái quá đã đe dọa quần thể cá tầm tới mức các nhà bảo vệ môi trường chủ trương ngăn cản việc đánh bắt cá tầm hoàn toàn cho đến khi quần thể này được phục hồi. Tuy nhiên, do giá của trứng cá tầm là đủ cao để các ngư dân có thể hối lộ nhiều cho các quan chức tham nhũng, làm cho các quy định tại nhiều khu vực là không hiệu quả. Việc thu hoạch trứng cá tầm còn đe dọa trầm trọng thêm quần thể cá, do nó nhắm tới những cá cái sinh sản.
Hải cẩu Caspi (Phoca caspica/Pusa caspica) là loài đặc hữu của biển Caspi, một trong số rất ít các loài hải cẩu sinh sống trong các vùng nước nội địa (xem thêm hải cẩu Baikal).
Tên gọi của một vài loài chim, như mòng biển Caspi (Larus cachinnans) hay nhàn Caspi (Hydroprogne caspia) lấy theo tên gọi của biển này.
Có một vài loài cá đặc hữu của biển Caspi, bao gồm cá kutum (Rutilus frisii kutum), cá dầy (Rutilus rutilus), cá vền (Abramis brama), và một vài loài cá hồi. Cá hồi Caspi hiện trong tình trạng cực kỳ nguy cấp.

## Giao thông vận tải
Trên biển Caspi có một số dịch vụ phà chuyên tuyến, đó là:
- tuyến phà nối giữa Turkmenbashi, Turkmenistan (trước đây là Krasnovodsk) và Baku
- tuyến phà nối giữa Baku và Aktau

## Đóng băng
Về mùa đông, phần phía Bắc của biển Caspi bị đóng băng. Trong những mùa đông giá lạnh nhất thì ở phía nam của biển Caspi cũng có băng.